# Vetenskapsåret 1760

## Händelser
- John Michell föreslår att jordbävningar orsakas av att ett berglager gnids mot ett annat.
- Pierre Bouguer presenterar i sitt verk Traité d'optique sur la gradation de la lumière en del av sina resultat inom atmosfärisk optik.

## Pristagare
- Copleymedaljen: Benjamin Wilson

## Födda
- 5 juni - Johan Gadolin (död 1852), finsk kemist.
- 21 september - Olof Swartz (död 1818), svensk botaniker.
- Marie-Jeanne de Lalande (död 1832), fransk astronom.

## Avlidna
- 11 september - Louis Godin (född 1704), fransk astronom.